# خیابان اسدآبادی (تهران)
خیابان اسدآبادی یا خیابان محمدرضاشاه پهلوی یا خیابان یوسف‌آباد با شماره‌گذاری معابر خیابان ۴۱۵ تهران یکی از خیابان‌های قدیمی تهران است که در منطقه ۶ شهرداری تهران واقع شده است و جهت شمالی-جنوبی دارد. خیابان اسدآبادی از شمال، از بزرگراه شهید همت شروع شده و در جنوب به خیابان ولی‌عصر ختم می‌شود. نام این خیابان برگرفته از نام سیدجمال‌الدین اسدآبادی، اندیشمند سیاسی و مبلغ اندیشه اتحاد اسلام است.
این خیابان از جنوب به ایستگاه متروی میدان جهاد دسترسی دارد.
سینما تئاتر گلریز، هنرستان ناشنوایان باغچه‌بان و شهرکتاب فرهنگ از اماکن معروف در این خیابان هستند.